# Sangicoccus
Sangicoccus är ett släkte av insekter. Sangicoccus ingår i familjen filtsköldlöss.
Kladogram enligt Catalogue of Life:
| Sangicoccus | \| \| Sangicoccus obtusispinus \| \| \| \| \| \| Sangicoccus truncatispinus \| \| \| \| |
|             | \| \| Sangicoccus obtusispinus \| \| \| \| \| \| Sangicoccus truncatispinus \| \| \| \| |
|             | Sangicoccus obtusispinus                                                                |
|             |                                                                                         |
|             | Sangicoccus truncatispinus                                                              |
|             |                                                                                         |